# Rakula (genus)
Rakula is een geslacht van wantsen uit de familie van de Miridae (Blindwantsen). Het geslacht werd voor het eerst wetenschappelijk beschreven door Odhiambo in 1967.

## Soorten
Het genus is monotypisch en bevat alleen de volgende soort:

- Rakula jathura Odhiambo, 1967